# Battszeszeg Soronzonbold
Battszeszeg Soronzonbold (mongol nyelven: Соронзонболдын Батцэцэг, 1990. május 3. –) világbajnok mongol női szabadfogású birkózó. A 2015-ös és a 2010-es birkózó világbajnokságon aranyérmet szerzett 63, illetve 59 kg-ban. A 2019-es birkózó-világbajnokságon bronzérmet szerzett 68 kg-os súlycsoportban, szabadfogásban. Ázsia Bajnokság aranyérmet szerzett 63 kg-ban 2017-ben és ezüstérmet 59 kg-ban 2010-ben. A 2012. évi nyári olimpiai játékokon bronzérmes lett 63 kg-ban.

## Sportpályafutása
A 2019-es birkózó-világbajnokságon a 68 kg-osok súlycsoportjában megrendezett bronzmérkőzés során az ukrán Alla Kosztyantinyivna Cserkaszova volt ellenfele, akit technikai pontozási értékei miatt 2–2-re legyőzött.